# FC Preussen Chemnitz
Der FC Preussen 1907 Chemnitz war ein deutscher Fußballclub aus Chemnitz-Gablenz, der von 1907 bis 1945 existierte. Heimstätte war der Preußenplatz Clausstraße.

## Verein
Preußen Chemnitz wurde im Jahr 1907 gegründet und spielte in der Meisterschaft des Verbandes Mitteldeutscher Ballspiel-Vereine. Anfangs agierten der FC Preussen im Kreisligabereich, ab 1924 war der Club bis 1933 ausnahmslos im Gau Mittelsachsen aktiv.
Größter sportlicher Erfolg war die 1926 errungene Vizemeisterschaft in der mittelsächsischen Meisterschaft, in der die Preussen hinter dem Chemnitzer BC 1899 einkamen. In der damit verbundenen Qualifikation zur kurzzeitig eingeführten Mitteldeutschen Meisterschaft der Vizemeister schlugen die Chemnitzer den VfB Annaberg und den BV Olympia-Germania Leipzig, unterlagen aber in der Folgerunde Fortuna Leipzig deutlich mit 0:8.
Die 1933 eingeführte Gauliga Sachsen verpasste Preussen Chemnitz als Viertplatzierter und wurde in die Fußball-Bezirksklasse Chemnitz eingestuft, den der FCP durchweg mit gesicherten Mittelfeldplätzen hielt. 1937/38 gewann Preußen die Bezirksklasse und qualifizierte sich für die Aufstiegsrunde zur Gauliga Sachsen 1938/39, in der der Verein abgeschlagen Letzter wurde und den Aufstieg in die Erstklassigkeit verpasste. 1944/45 wurde der Club bedingt durch eine Erweiterung der Gauliga in diese integriert. Eine Neugründung fand nach 1945 nicht mehr statt.

## Statistik
- Teilnahme Mitteldeutsche Meisterschaft (Vizemeister): 1925/26
- Teilnahme Gauliga Sachsen 1944/45

## Personen
- Der deutsche Nationalspieler Erich Hänel begann seine Laufbahn bei den Chemnitzer Preussen.